# BGL Luxembourg Open
A BGL Luxembourg Open egy minden év októberében megrendezett női tenisztorna Luxembourgban.
A torna International kategóriájú, összdíjazása 220 000 dollár. Az egyéni főtáblán harminckét játékos szerepel. A mérkőzéseket kemény borítású, fedett pályákon játsszák.
Az első versenyt 1991-ben tartották meg, akkor még meghívásos alapon. 1996-ban került be a WTA-tornák közé az esemény. A legtöbb alkalommal Kim Clijsters nyert, összesen ötször (1999, 2001, 2002, 2003, 2005). Jelenlegi címvédő a lett Jeļena Ostapenko.

## Döntők

### Egyéni
| Év                      | Győztes                              | Ellenfél a döntőben                  | Eredmény a döntőben                  |
| ----------------------- | ------------------------------------ | ------------------------------------ | ------------------------------------ |
| ↓ Meghívásos torna ↓    |                                      |                                      |                                      |
| 1991                    | Jana Novotná                         | Judith Wiesner                       |                                      |
| 1992                    | Jana Novotná                         | Leila Meszhi                         |                                      |
| 1993                    | Martina Navratilova                  | Mary Joe Fernández                   |                                      |
| 1994                    | Martina Navratilova                  | Arantxa Sánchez                      |                                      |
| 1995                    | Sabine Appelmans                     | Mary Pierce                          |                                      |
| ↓ Tier III ↓            |                                      |                                      |                                      |
| 1996                    | Anke Huber                           | Karina Habšudová                     | 6–3, 6–0                             |
| 1997                    | Amanda Coetzer                       | Barbara Paulus                       | 6–4, 3–6, 7–5                        |
| 1998                    | Mary Pierce                          | Silvia Farina Elia                   | 6–0, 2–0, feladta                    |
| 1999                    | Kim Clijsters                        | Dominique Van Roost                  | 6–2, 6–2                             |
| 2000                    | Jennifer Capriati                    | Magdalena Maleeva                    | 4–6, 6–1, 6–4                        |
| 2001                    | Kim Clijsters                        | Lisa Raymond                         | 6–2, 6–2                             |
| 2002                    | Kim Clijsters                        | Magdalena Maleeva                    | 6–1, 6–2                             |
| 2003                    | Kim Clijsters                        | Chanda Rubin                         | 6–2, 7–5                             |
| 2004                    | Alicia Molik                         | Gyinara Szafina                      | 6–3, 6–4                             |
| ↓ Tier II ↓             |                                      |                                      |                                      |
| 2005                    | Kim Clijsters                        | Anna-Lena Grönefeld                  | 6–2, 6–4                             |
| 2006                    | Aljona Bondarenko                    | Francesca Schiavone                  | 6–3, 6–2                             |
| 2007                    | Ana Ivanović                         | Daniela Hantuchová                   | 3–6, 6–4, 6–4                        |
| ↓ Tier III ↓            |                                      |                                      |                                      |
| 2008                    | Jelena Gyementyjeva                  | Caroline Wozniacki                   | 2–6, 6–4, 7–6(4)                     |
| ↓ International torna ↓ |                                      |                                      |                                      |
| 2009                    | Bacsinszky Tímea                     | Sabine Lisicki                       | 6–2, 7–5                             |
| 2010                    | Roberta Vinci                        | Julia Görges                         | 6–3, 6–4                             |
| 2011                    | Viktorija Azaranka                   | Monica Niculescu                     | 6–2, 6–2                             |
| 2012                    | Venus Williams                       | Monica Niculescu                     | 6–2, 6–3                             |
| 2013                    | Caroline Wozniacki                   | Annika Beck                          | 6–2, 6–2                             |
| 2014                    | Annika Beck                          | Barbora Záhlavová-Strýcová           | 6–2, 6–1                             |
| 2015                    | Doi Miszaki                          | Mona Barthel                         | 6–4, 6–7(7), 6–0                     |
| 2016                    | Monica Niculescu                     | Petra Kvitová                        | 6–4, 6–0                             |
| 2017                    | Carina Witthöft                      | Mónica Puig                          | 6–3, 7–5                             |
| 2018                    | Julia Görges                         | Belinda Bencic                       | 6–4, 7–5                             |
| 2019                    | Jeļena Ostapenko                     | Julia Görges                         | 6–4, 6–1                             |
| 2020                    | Elmaradt a koronavírus-járvány miatt | Elmaradt a koronavírus-járvány miatt | Elmaradt a koronavírus-járvány miatt |
| 2021                    | Clara Tauson                         | Jeļena Ostapenko                     | 6–4, 6–1                             |

### Páros
| Év                      | Győztesek                                 | Ellenfelek a döntőben                          | Eredmény a döntőben                  |
| ----------------------- | ----------------------------------------- | ---------------------------------------------- | ------------------------------------ |
| ↓ Tier III ↓            |                                           |                                                |                                      |
| 1996                    | Kristie Boogert Nathalie Tauziat          | Barbara Rittner Dominique Van Roost            | 2–6, 6–4, 6–2                        |
| 1997                    | Larisa Neiland Helena Suková              | Meike Babel Laurence Courtois                  | 6–2, 6–4                             |
| 1998                    | Jelena Lihovceva Szugijama Ai             | Larisa Neiland Olena Tatarkova                 | 6–7, 6–3, 2–0 feladták               |
| 1999                    | Irina Spîrlea Caroline Vis                | Tina Križan Katarina Srebotnik                 | 6–1, 6–2                             |
| 2000                    | Alexandra Fusai Nathalie Tauziat          | Lubomira Bacseva Cristina Torrens Valero       | 6–3, 7–6(0)                          |
| 2001                    | Jelena Bovina Daniela Hantuchová          | Bianka Lamade Patty Schnyder                   | 6–3, 6–3                             |
| 2002                    | Kim Clijsters Janette Husárová            | Květa Peschke Barbara Rittner                  | 4–6, 6–3, 7–5                        |
| 2003                    | Marija Sarapova Tamarine Tanasugarn       | Olena Tatarkova Marlene Weingärtner            | 6–1, 6–4                             |
| 2004                    | Virginia Ruano Pascual Paola Suárez       | Jill Craybas Marlene Weingärtner               | 6–1, 6–7(1), 6–3                     |
| ↓ Tier II ↓             |                                           |                                                |                                      |
| 2005                    | Lisa Raymond Samantha Stosur              | Cara Black Rennae Stubbs                       | 7–5, 6–1                             |
| 2006                    | Květa Peschke Francesca Schiavone         | Anna-Lena Grönefeld Liezel Huber               | 2–6, 6–4, 6–1                        |
| 2007                    | Iveta Benešová Janette Husárová           | Viktorija Azaranka Sahar Peér                  | 6–4, 6–2                             |
| ↓ Tier III ↓            |                                           |                                                |                                      |
| 2008                    | Sorana Cîrstea Marina Eraković            | Vera Dusevina Marija Koritceva                 | 2–6, 6–3, [10–8]                     |
| ↓ International torna ↓ |                                           |                                                |                                      |
| 2009                    | Iveta Benešová Barbora Záhlavová-Strýcová | Vladimíra Uhlířová Renata Voráčová             | 1–6, 6–0, [10–7]                     |
| 2010                    | Bacsinszky Tímea Tathiana Garbin          | Iveta Benešová Barbora Záhlavová-Strýcová      | 6–4, 6–4                             |
| 2011                    | Iveta Benešová Barbora Záhlavová-Strýcová | Lucie Hradecká Jekatyerina Makarova            | 7–5, 6–3                             |
| 2012                    | Andrea Hlaváčková Lucie Hradecká          | Irina-Camelia Begu Monica Niculescu            | 6–3, 6–4                             |
| 2013                    | Stefanie Vogt Yanina Wickmayer            | Kristina Barrois Laura Thorpe                  | 7–6(2), 6–4                          |
| 2014                    | Bacsinszky Tímea Kristina Barrois         | Lucie Hradecká Barbora Krejčíková              | 3–6, 6–4, [10–4]                     |
| 2015                    | Mona Barthel Laura Siegemund              | Anabel Medina Garrigues Arantxa Parra Santonja | 6–2, 7–6(2)                          |
| 2016                    | Kiki Bertens Johanna Larsson              | Monica Niculescu Patricia Maria Țig            | 4–6, 7–5, [11–9]                     |
| 2017                    | Lesley Kerkhove Lidzija Marozava          | Eugenie Bouchard Kirsten Flipkens              | 6–7(4), 6–4, [10–6]                  |
| 2018                    | Greet Minnen Alison Van Uytvanck          | Vera Lapko Mandy Minella                       | 7–6(3), 6–2                          |
| 2019                    | Cori Gauff Caty McNally                   | Kaitlyn Christian Alexa Guarachi               | 6–2, 6–2                             |
| 2020                    | Elmaradt a koronavírus-járvány miatt      | Elmaradt a koronavírus-járvány miatt           | Elmaradt a koronavírus-járvány miatt |
| 2021                    | Greet Minnen Alison Van Uytvanck          | Erin Routliffe Kimberley Zimmermann            | 6–3, 6–3                             |